# Botswana ved sommer-OL 2012
Botswana deltog ved Sommer-OL 2012 i London som blev arrangeret i perioden 27. juli til 12. august 2012.

## Medaljer
| 2012 London | Guld | Sølv | Bronze | Total |
| Botswana    | 0    | 1    | 0      | 1     |

### Medaljevinderne
| Botswana ved sommer-OL 2012 i London | Botswana ved sommer-OL 2012 i London | Botswana ved sommer-OL 2012 i London | Botswana ved sommer-OL 2012 i London | Botswana ved sommer-OL 2012 i London |
| Medaljer                             | Atlet                                | Sport                                | Øvelse                               | Resultat                             |
| ------------------------------------ | ------------------------------------ | ------------------------------------ | ------------------------------------ | ------------------------------------ |
| Sølv                                 | Nigel Amos                           | Atletik                              | 800 meter mænd                       | 1.41,73                              |